# Beauvoir-Wavans
Beauvoir-Wavans is een gemeente in het Franse departement Pas-de-Calais (regio Hauts-de-France). De gemeente telt 397 inwoners (1999) en maakt deel uit van het arrondissement Arras.

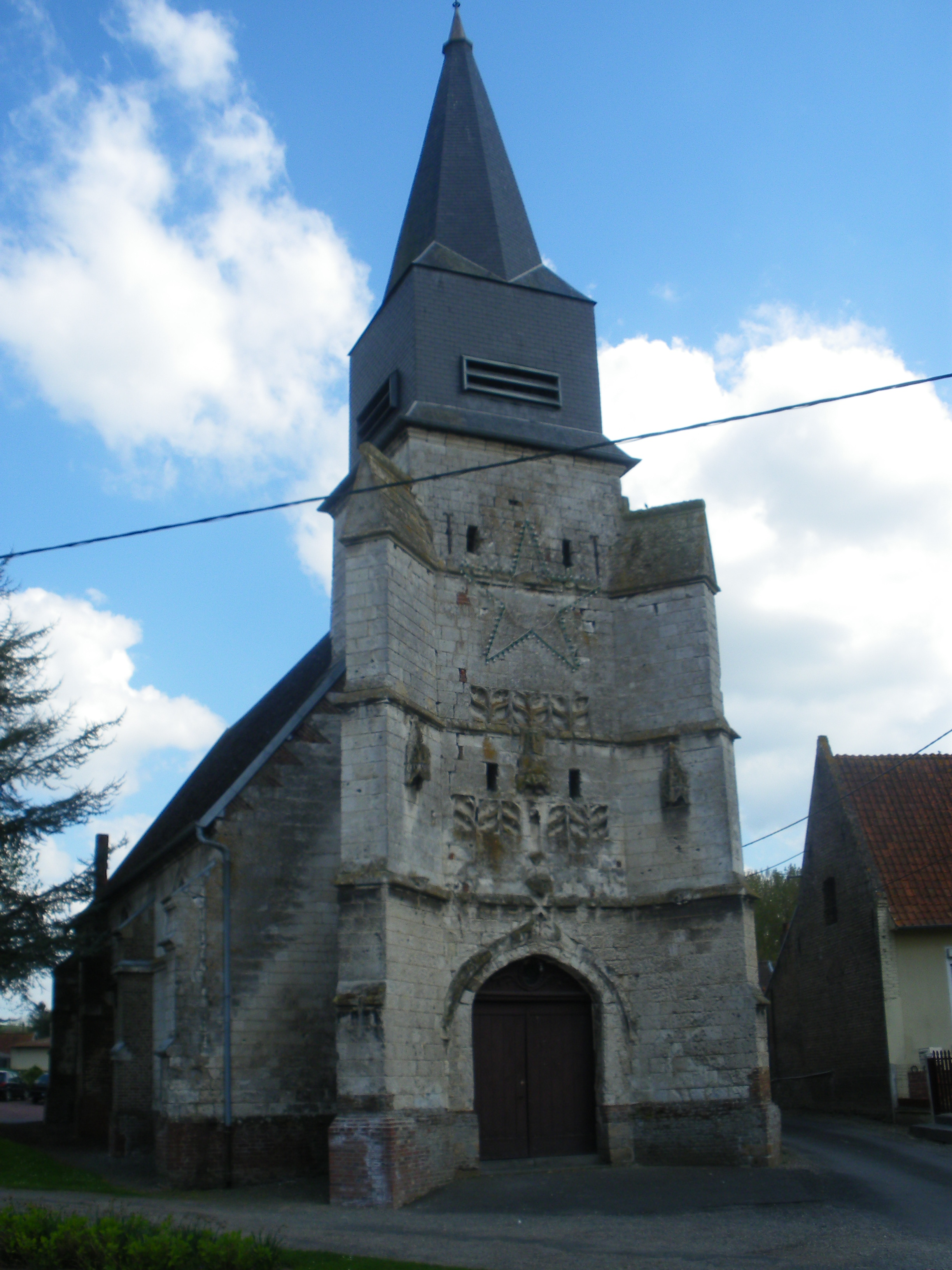
Église Saint-Vaast

## Geschiedenis
Een oude vermelding van de plaats is Vuavant uit de 12de eeuw.
Tijdens het ancien régime omvatte de parochie naast Wavans ook Beauvoir net ten oosten van Wavans, stroomopwaarts langs de Authie. Beide plaatsen lagen aan weerszijden van die rivier, het noordelijk deel in Artesië, het zuidelijk in Picardië. De kerk bevond zich in het Artesisch deel van Wavans. Op de 18de-eeuwse Cassinikaart is de plaats weergegeven als Wavans, met in het oosten Beauvoir-Rivière ten noorden van de Authie en Beauvoir Picardie ten zuiden van de rivier.
Op het eind van het ancien régime werd het gebied verdeeld in twee gemeenten. Het deel ten noorden van de Authie werd de gemeente Wavans in het departement Pas-de-Calais, terwijl het deel ten zuiden van de Authie de gemeente Beauvoir-Rivière vormde in het departement Somme. De namen bestonden dus weliswaar al in het ancien régime, maar werden nu wel voor andere gebieden gebruikt: waar vroeger Wavans in het westen en Beauvoir in het oosten lag, beide over de Authie, stond de gemeentenaam Wavans nu voor het grondgebied ten noorden en Beauvoir ten zuiden van de Authie. De nieuwe gemeente Wavans omvatte dus zowel een deel van het vroegere Wavans en het vroegere Beauvoir uit het ancien régime.
In 1948 werd de gemeentenaam Wavans veranderd in Wavans-sur-l'Authie.
In 1974 werd de gemeente Beauvoir-Rivière uit het departement Somme aangehecht en de gemeentenaam werd gewijzigd in Beauvoir-Wavans.

## Geografie
De oppervlakte van Beauvoir-Wavans bedraagt 9,5 km², de bevolkingsdichtheid is 41,8 inwoners per km². De gemeente bestaat uit het dorp Wavans en het gehucht Beauvoir ten oosten daarvan, beide op de Authie gelegen.
De onderstaande kaart toont de ligging van Beauvoir-Wavans met de belangrijkste infrastructuur en aangrenzende gemeenten.

## Bezienswaardigheden
- De Église Saint-Vaast
- Wavans British Cemetery, een Britse militaire begraafplaats met 44 gesneuvelden uit de Eerste Wereldoorlog

## Demografie
Onderstaande figuur toont het verloop van het inwonertal (bron: INSEE-tellingen).